# Juno (białko)
Juno, receptor folianu 4, receptor folianu delta – białka kodowane u człowieka genem FOLR4. Należy do rodziny receptorów folianowych. Lokalizuje się na powierzchni ssaczej komórki jajowej, która oddziałuje z odpowiadającą cząsteczką na plemnika, IZUMO1, ułatwiając w ten sposób zapłodnienie. Nazwa tego białka wywodzi się z mitologii rzymskiej od imienia bogini płodności i małżeństwa Juno.
Po początkowym etapie zapłodnienia następuje nagły spadek ilości Juno na powierzchni komórki jajowej – Juno staje się niewykrywalna po 40 minutach. Po zapłodnieniu drogą docytoplazmatycznego wprowadzenia plemnika komórka jajowa nie traci Juno na powierzchni. Sugeruje to, że Juno zapewnia prewencję polispermii. Myszy pozbawione Juno na powierzchni komórek jajowych są bezpłodne, ponieważ ich jaja nie łączą się ze zwykłymi plemnikami, co wskazuje na kluczową rolę w płodności samic myszy.

## Odkrycie
Gen dla receptoru folianu 4 zidentyfikowano w 2000 na Uniwersytecie Nebraski, bazując na poszukiwaniu homologii sekwencji z genami spokrewnionymi z receptorem folianu.
W 2014 funkcję 4 receptoru folianu odkryli badacze z Wellcome Trust Sanger Institute, którzy zaproponowali również nadanie białku nowej nazwy Juno. Wcześniej nieuchwytne, Juno odkryto 9 lat później po jego męskim odpowiedniku, Izumo1. Juno znaleziono pierwotnie w oocycie mysim, ale interakcje z  Izumo znaleziono później w innych ssaczych oocytach, w tym u człowieka.